# سوزان براون تشيس
سوزان براون تشيس (بالإنجليزية: Susan Brown Chase)‏ هي رسامة أمريكية، ولدت في 1868 في سانت لويس في الولايات المتحدة، وتوفيت في 1948 في كليرواتر في الولايات المتحدة.